# Xylorhiza adusta
Xylorhiza adusta là một loài bọ cánh cứng trong họ Cerambycidae.

## Hình ảnh

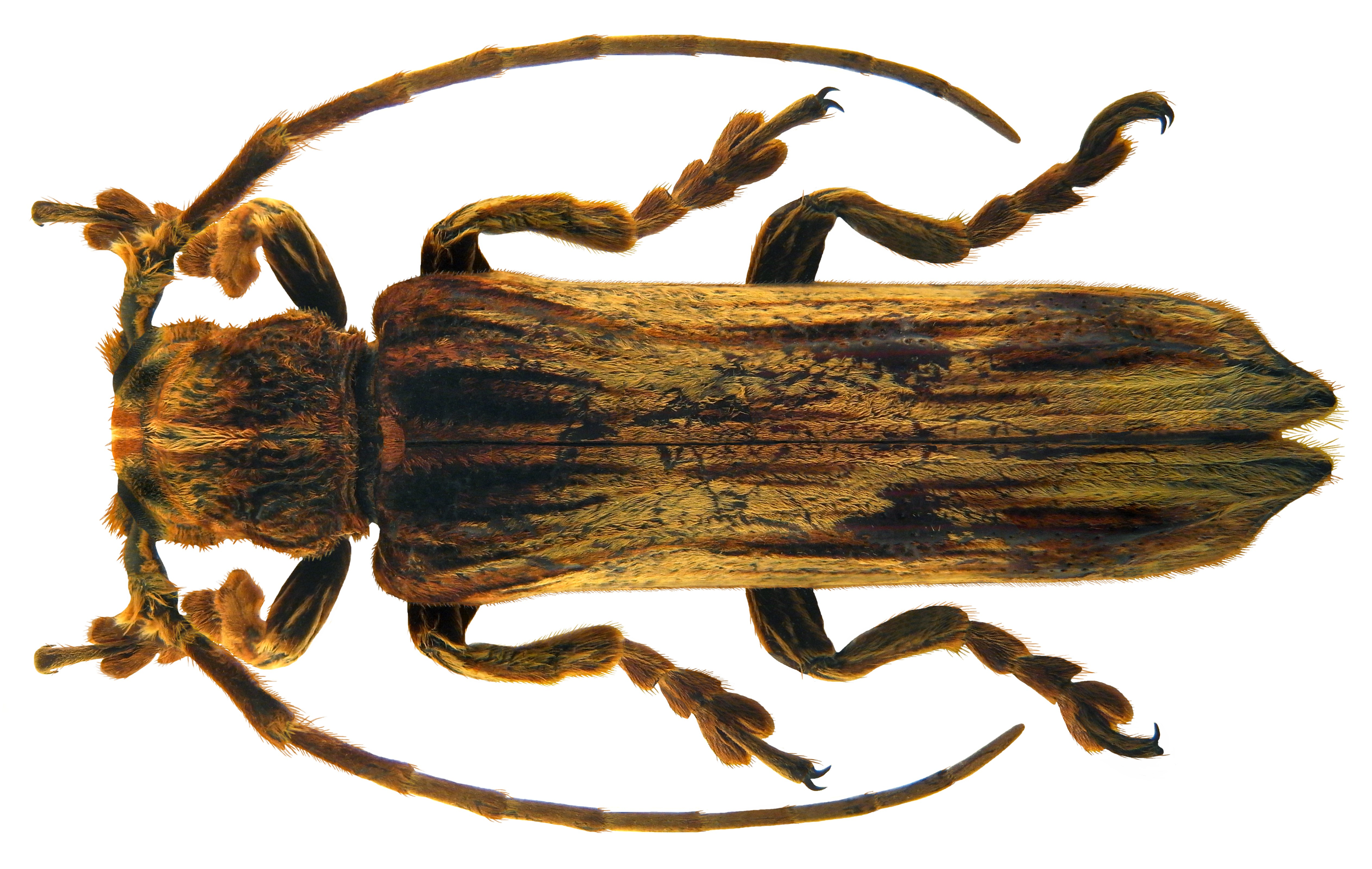